# Nazionale femminile di pallacanestro della Slovacchia
La nazionale di pallacanestro femminile della Slovacchia, selezione delle migliori giocatrici di pallacanestro di nazionalità slovacca, rappresenta la Slovacchia nelle competizioni internazionali femminili di pallacanestro organizzate dalla FIBA ed è gestita dalla Federazione cestistica della Slovacchia.

## Storia

### Nazionale cecoslovacca (1932-1992)
Nel periodo compreso fra il 1932 ed il 1992, ha fatto parte della Cecoslovacchia.

### Nazionale slovacca (dal 1993)
Affiliata alla FIBA dal 1993, il team nazionale slovacco ha partecipato a una edizione delle Olimpiadi e a due dei Mondiali.
Agli Europei, in 9 partecipazioni, ha vinto una medaglia d'argento e una di bronzo.

## Piazzamenti
Olimpiadi
- 2000 - 7°

Mondiali
- 1994 - 5°
- 1998 - 8°

Europei
- 1993 -  3°
- 1995 - 4°
- 1997 -  2°
- 1999 - 4°
- 2001 - 8°
- 2003 - 7°
- 2009 - 8°
- 2011 - 13°
- 2013 - 11°
- 2015 - 9°
- 2017 - 8°
- 2021 - 13°
- 2021 - 12°

## Formazioni

### Olimpiadi
Pallacanestro ai Giochi della XXVII Olimpiade - Torneo femminile4 Libičová, 5 Frniaková, 6 Kotočová, 7 Žirková, 8 Poláková, 9 Godályová, 10 Hiráková, 11 Kováčová, 12 Kalistová, 13 Lichnerová, 14 Huťková, 15 Gyurcsi,        All. Ľubomír Doušek

### Mondiali
Campionato mondiale femminile di pallacanestro 19944 Rázgová, 5 Hudecová, 6 Kotočová, 7 Godályová, 8 Farkašová, 9 Huťková, 10 Hiráková, 11 Pavláková, 12 Dobrovičová, 13 Slošiarová, 14 Chamajová, 15 Kuklová,        All. Marián Matyáš
Campionato mondiale femminile di pallacanestro 19984 Bieliková, 5 Huťková, 6 Kotočová, 7 Danišková, 8 Vasilková, 9 Polónyiová, 10 Hiráková, 11 Hudecová, 12 Žirková, 13 Škvareková, 14 Kováčová, 15 Gyurcsi,        All. Natália Hejková

### Europei
Campionato europeo femminile di pallacanestro 19934 Farkašová, 5 Hudecová, 6 Kotočová, 7 Rajniaková, 8 Kuklová, 9 Váňová, 10 Hiráková, 11 Kalistová, 12 Dobrovičová, 13 Slošiarová, 14 Rázgová, 15 Vasilková,        All. Marián Matyáš
Campionato europeo femminile di pallacanestro 19954 Polónyiová, 5 Hudecová, 6 Kotočová, 7 Slošiarová, 8 Garbová, 9 Huťková, 10 Hiráková, 11 Belanská, 12 Janoštinová, 13 Kováčová, 14 Rázgová, 15 Kuklová,        All. Marián Matyáš
Campionato europeo femminile di pallacanestro 19974 Bieliková, 5 Huťková, 6 Kotočová, 7 Lomjanská, 8 Vasilková, 9 Rázgová, 10 Hiráková, 11 Kalistová, 12 Janoštinová, 13 Škvareková, 14 Kováčová, 15 Kuklová,        All. Natália Hejková
Campionato europeo femminile di pallacanestro 19994 Frniaková, 5 Hudecová, 6 Kotočová, 7 Žirková, 8 Vasilková, 9 Godályová, 10 Kalistová, 11 Kováčová, 12 Dobrovičová, 13 Janoštinová, 14 Slošiarová, 15 Gyurcsi,        All. Natália Hejková
Campionato europeo femminile di pallacanestro 20014 Borovičková, 5 Hudecová, 6 Jendrichovská, 7 Žirková, 8 Kuklová, 9 Godályová, 10 Hiráková, 11 Libičová, 12 Škvareková, 13 Lichnerová, 14 Vasilková, 15 Gyurcsi,        All. Marián Matyáš
Campionato europeo femminile di pallacanestro 20034 Borovičková, 5 Mračnová, 6 Belanská, 7 Žirková, 8 Sviteková, 9 Barényiová, 10 Hiráková, 11 Kováčová, 12 Lásková, 13 Lichnerová, 14 Růžičková, 15 Gyurcsi,        All. Peter Kováčik
Campionato europeo femminile di pallacanestro 20094 Borovičková, 5 Tetemondová, 6 Kupčíková, 7 Žirková, 8 Čarnoká, 9 Vyňuchalová, 10 Palušná, 11 Jalčová, 12 Lásková, 13 Jurčenková, 14 Hricková, 15 Gyurcsi,        All. Pokey Chatman
Campionato europeo femminile di pallacanestro 20114 Brezániová, 5 Mišurová, 6 Kupčíková, 7 Tetemondová, 9 Ábelová, 10 Palušná, 11 Lukačovičová, 12 Jurčenková, 13 Kubatová, 14 Vyňuchalová, 15 Michulková,  35 Lawless,      All. Natália Hejková
Campionato europeo femminile di pallacanestro 20134 Baburová, 5 Tetemondová, 6 Kupčíková, 7 Brezániová, 8 Lukačovičová, 9 Fabianová, 10 Kubatová, 11 Szijjártová, 12 Vyňuchalová, 13 Jurčenková, 14 Kmeťová, 15 Krč-Turbová,        All. Ivan Vojtko
Campionato europeo femminile di pallacanestro 20154 Baburová, 5 Tetemondová, 6 Vyňuchalová, 7 Žirková, 8 Hruščáková, 9 Páleníková, 11 Bálintová, 12 Kiššová, 13 Jurčenková, 14 Janoščíková, 15 Krč-Turbová, 18 Toliver,        All. Ivan Vojtko
Campionato europeo femminile di pallacanestro 20174 Mikulášiková, 5 Remenárová, 7 Žirková, 8 Dudášová, 9 Páleníková, 10 Oroszová, 11 Bálintová, 13 Jurčenková, 14 Růžičková, 15 Vyňuchalová, 20 Kováčiková, 23 Slamová,        All. Marián Svoboda
Campionato europeo femminile di pallacanestro 20213 Jakubcová, 4 Remenárová, 5 Stašová, 6 Szijjártová, 8 Martišková, 9 Páleníková, 11 Oroszová, 13 Mištinová, 14 Fekete, 15 Kováčiková, 16 Moravčíková, 77 Dudášová,        All. Juraj Suja
Campionato europeo femminile di pallacanestro 20233 Jakubcová, 5 Stašová, 7 Tarkovičová, 9 Páleníková, 11 Oroszová, 16 Moravčíková, 17 Buknová, 38 Mištinová, 41 Wrzesiński, 77 Dudášová, 88 Martišková,        All. Juraj Suja

## Nazionali giovanili
- Selezioni giovanili della nazionale di pallacanestro femminile della Slovacchia